# Опёнок луковичноногий
Опёнок луковичноно́гий (лат. Armillaria cepistipes) — вид грибов, включённый в род опёнок (Armillaria) семейства Physalacriaceae.

## Описание
Шляпка достигает 2—10 см в диаметре, сначала ширококоническая, с подвёрнутым краем, затем уплощённая с неясным тупым бугорком в центре, у старых грибов иногда с приподнятым краем. Окраска жёлто-охристая, охристо-бурая, красно-коричневая, синевато-серо-коричневая. Чешуйки у молодых грибов по всей поверхности шляпки, с возрастом ближе к краю редеют, у края могут вовсе отсутствовать, в центре пирамидально-волокнистые, оттопыренные, ближе к краю почти прижатые, быстро смывающиеся почти на всей поверхности шляпки.
Пластинки довольно частые, нисходящие зубцом на ножку, у молодых грибов беловатые, затем приобретающие красновато-буроватый оттенок.
Ножка до 10 см длиной, 0,9—2 см толщиной, булавовидной формы, в основании утолщающаяся до 3 см, над кольцом беловатая, ниже — серовато-буроватая. Общее покрывало у молодых грибов полностью покрывает поверхность ножки, затем остаётся в виде мелких желтоватых или серовато-буроватых хлопьев, кольцо радиально-волокнистое, неправильно разрывающееся, беловатое, с желтоватыми остатками общего покрывала.
Мякоть беловатая, с приятным грибным запахом и вяжущим вкусом.
Споровый порошок белого цвета. Споры 7—10×4,5—7 мкм, широкоэллиптические до почти шаровидных. Базидии четырёхспоровые, 29—45×8,5—11 мкм, булавовидной формы. Хейлоцистиды обычно правильной формы, однако нередко неправильные, булавовидные или почти цилиндрические. Кутикула шляпки — кутис.

## Сходные виды
- Armillaria gallica Marxm., 1987 — Опёнок толстоногий очень похож на опёнок луковичноногий, отличается разрывающимся звездообразно на относительно правильные радиальные фрагменты кольцом, сравнительно крупными и многочисленными остатками общего покрывала на ножке, смывающимися только близко к краю чешуйками шляпки, неприятным сырным запахом, более узкими спорами. У этого вида, в отличие от опёнка луковичноногого, отсутствует синевато-серая цветовая форма.

## Экология
Обычно сапротроф на валеже, нередко на зарытой древесине, реже — паразит ослабленных деревьев. Произрастает как на хвойных (ель, сосна, пихта), так и на лиственных (берёза, ольха, ясень, бук, дуб, ива, граб, рябина) деревьях.

## Таксономия
Типовой образец опёнка луковичноногого представляет собой атипичную форму вида. Типичная форма A. cepistipes была в 1983 году описана как f. pseudobulbosa, однако впоследствии были обнаружены образцы, занимающие промежуточное положение между формами, в связи с чем от какого-либо инфравидового разделения было решено отказаться.

### Синонимы
- Armillaria cepistipes f. pseudobulbosa Romagn. & Marxm., 1983
- Armillaria roblinensis Velen., 1939